# Roger Norman
Roger Karl Evald Norman (ur. 2 sierpnia 1928 w Västerås, zm. 29 listopada 1995 tamże) – szwedzki lekkoatleta, trójskoczek, medalista mistrzostw Europy z 1954.
Zajął 8. miejsce w trójskoku na igrzyskach olimpijskich w 1952 w Helsinkach.
Zdobył srebrny medal w tej konkurencji na mistrzostwach Europy w 1954 w Bernie, przegrywając jedynie z Leonidem Szczerbakowem ze Związku Radzieckiego, a wyprzedzając Martina Řeháka z Czechosłowacji. Na kolejnych mistrzostwach Europy w 1958 w Sztokholmie zajął 11. miejsce w trójskoku.
Był mistrzem Szwecji w trójskoku w latach 1952–1958.
Rekord życiowy Normana w trójskoku wynosił 15,41 m. Został ustanowiony 31 sierpnia 1958 w Sztokholmie.